# Benedikt Schütz von Holzhausen
Benedikt Marian Freiherr Schütz von Holzhausen (* 15. Februar 1729 auf Burg Starkenburg über Heppenheim; † 11. August 1794 in Camberg) war kurtrierer Amtmann im Amt Camberg aus der Familie Schütz von Holzhausen.

## Familie
Benedikt Schütz von Holzhausen war der Sohn des Kammerherren, Rates und Oberamtmanns Franz Anton Wolfgang Schütz von Holzhausen († 1739) und dessen Frau Maria Anna Barbara geborene Freiin von Guttenberg, Witwe des Johann Ernst Schütz von Holzhausen.
Er heiratete am 16. Juni 1756 in Limburg a.d.Lahn Anna Lioba Freiin von Hohenfeld (* 16. August 1739 in Ehrenbreitstein, †  26. Dezember 1816 in Frankfurt am Main), die Tochter des Wilhelm Ludwig Freiherr von Hohenfeld (1703–1763) und der Josepha Freiin Knebel von Katzenelnbogen.
Aus der Ehe gingen 22 Kindern hervor. 13 davon starben früh und vier Söhne waren „taubstumm“. Die Gründung der Hörbehinderten-Schule in Camberg ist das Werk seines Sohnes Hugo.
- Die ersten Kinder Johann Joseph, Hugo Joseph, Marianne, Charlotte, Marie starben früh.
- Josepha Clara Philippine (* 24. Juli 1762) heiratete am 28. Juli 1781 Johann Rudolph Freiherr Schleiss von Löwenfeld
- Ludovica (1764–1815)
- Emmerich Carl Heinrich Freiherr Schütz von Holzhausen (1765–1833) wurde Domherr zu Würzburg
- Maria Charlotte (* 8. Oktober 1768 in Camberg, † 7. Juni 1842 in Frankfurt am Main) heiratete 1801 den kurkölner Kämmerer und Geheimen Rat Nikolaus Günther Dionys Freiherr von Syberg zu Sümmern (1754–1832)
- Clemens Wenzel Freiherr Schütz von Holzhausen (1770–1805) war taubstumm
- Friedrich August Wilhelm Leopold Freiherr Schütz von Holzhausen (1772–1816) wurde Rechnungskammer-Präsident im Herzogtum Nassau. Sein Sohn  Friedrich Wilhelm Ferdinand Freiherr Schütz von Holzhausen (1805–1866) wurde Abgeordneter der Nassauer Herrenbank 1831–1832 und 1832–1847 sowie der ersten Kammer 1855–1866
- Kunigunde Wilhelmine Franziska (* 3. Oktober 1773, † 29. März 1836 Bürresheim) heiratete am 2. August 1796 in Gelnhausen Clemens Wenzeslaus Graf von Renesse-Breidbach (1775–1833)
- Ferdinand Christoph Carl Raphael Freiherr Schütz von Holzhausen (1773–1847) wurde Domherr und Abgeordneter der Nassauer Herrenbank 1818–1824 und 1831–1847
- Catharina Elise und Edmund starben früh
- Maria Sophie Anna (1779–1793)
- Hugo Damian Ignaz Freiherr Schütz von Holzhausen (1780–1847) wurde Hofrat und Gründer der Taubstummen-Schule in Camberg
- Maria Theresia Walburga (* 29. Oktober 1781, † 19. Februar 1832) heiratete am 28. September 1801 den späteren Kgl. Bayer. Kämmerer und Justizminister Philipp Anton Maximilian Joseph Freiherr Zu Rhein (1780–1842)
- Damian Ferdinand Wenzel Freiherr Schütz von Holzhausen (1783–1853) war mit Karoline Halm verheiratet

## Leben
Benedikt Schütz von Holzhausen, der katholischer Konfession war, wurde kurtrierscher Geheimer Rat und 1753 Oberamtmann des Amtes Camberg. Seit 1643 hatte die Familie von Hohenfeld die diezischen bzw. nach 1676 die kurmainzischen Oberamtmänner in Camberg gestellt. Anna Lioba Freiin von Hohenfeld war die Erbtochter dieses Geschlechtes, so dass das Amt nun an Benedikt Schütz von Holzhausen fiel. Nach seinem Tod 1794, wurde sein Sohn Friedrich August Freiherr Schütz von Holzhausen Oberamtmann von Camberg.
Benedikt Schütz von Holzhausen war Ritterhauptmann des Generaldirektoriums der gesamten freien und unmittelbaren Reichsritterschaft (Kantone Franken, Schwaben, am Rheinstrom).